# San Partenio
Partenio (... – IV secolo) è stato un vescovo di Lampsaco, venerato come santo dalla Chiesa cattolica.

## Agiografia e culto
Poche notizie sono state tramandate su questo santo, vissuto nel IV secolo sotto l'imperatore Costantino. Di umili origini, proveniva infatti da una famiglia di pescatori, fu nominato vescovo di Làmpsaco, un'antica città nelle vicinanze dello stretto dei Dardanelli (sul sito occupato ora da Lampsaki, in Turchia), nella regione di cultura greca dell'Ellesponto. 
Uomo di grande fede, operò senza risparmiarsi nella predicazione e guarigione di infermità spirituali e fisiche. 
Il Martirologio Romano indica come data di ricorrenza della sua festa il 7 febbraio.